# Синягин, Александр Михайлович
Александр Михайлович Синягин (род. 13 октября 1949, Струково) — российский политик, член Совета Федерации (2011—2013).

## Биография
Родился 13 октября 1949 года в деревне Струково Собинского района Владимирской области, в 1969 году окончил Владимирский государственный педагогический институт имени П. И. Лебедева-Полянского и был назначен директором Максимихинской начальной школы. В 1971 году начал работать учителем Ореховской восьмилетней школы, с 1977 года — директор Ставровской заочной средней школы.
В 1979 году вступил в КПСС, в 1982—1987 годах занимал различные должности в советских и партийных органах посёлка Ставрово.
Являлся вторым секретарём Собинского городского комитета КПСС, председателем исполнительного комитета Ставровского поселкового совета, директором Толпуховской средней школы. Четырежды избирался депутатом Законодательного Собрания Владимирской области по одномандатному округу, депутатом Собрания пятого созыва был избран по списку регионального отделения КПРФ. Первый секретарь Комитета Владимирского регионального отделения КПРФ.
28 декабря 2011 года губернатор Владимирской области Виноградов ввиду избрания Вадима Густова в Государственную думу назначил Синягина членом Совета Федерации — представителем исполнительного органа государственной власти Владимирской области.
24 сентября 2013 года указом нового губернатора Светланы Орловой вместо Синягина в Совет Федерации был назначен Антон Беляков.